# HWSW
A HWSW Online Informatikai Hírmagazin egy magyar tulajdonban lévő, magyar nyelvű informatikai szaklap, melyet a hwsw.hu oldalon publikálnak. A publikáció neve eredetileg Hardware Software volt, ezt azonban már nem használja többé, kizárólag az ezen szavak összetételéből létrejött HWSW él tovább. A HWSW fő profilja az informatikai ipar eseményeinek napi szintű követése, elsődleges célcsoportja pedig az informatikai szakemberek mellett az informatikával munkájuk kapcsán érintkezők, valamint az informatika iránt érdeklődők.
A HWSW érdekeltségi körébe tartozik 2006-tól a Gamekapocs, Magyarország egyik leglátogatottabb gamer oldala, és 2008-tól pedig a HUP is, mely a rendszergazdák és nyílt forrású szoftverek legnagyobb magyar közössége. Ez a három oldal 2010 első felében átlagosan napi 70 ezer egyedi látogatót fogadott.

## A lap története

### Megalakulás
A HWSW 2000. március 14-én indult el, Kovács Attila (Atko) alapító-főszerkesztővel. A kezdeti HWSW a mai definícióval élve lényegében lelkes bloggerek csapatba verődésével alakult meg, így a tematikát is az egyes írók személyes preferenciái határozták meg, semmint egy meghatározott tartalomszerkesztési elv, azaz alulról szerveződött a tartalom. A tartalomra jellemző volt, hogy olyan speciális témákkal foglalkozó rovatokkal rendelkezett a lap, mint például a 3DNow!, a Savage vagy a Matrox, mely leginkább egy-egy gyártó termékeivel foglalkozott csak, a felelős belátása szerint.
A HWSW indulását követően nem sokkal, 2001-től kezdődően élesedett az oldalhoz tartozó közösségi fórum, ahol tematikus bontásban beszélgethettek egymással az oldal látogató, különféle kérdéseket vitatva meg. A HWSW Fórum Magyarország legnagyobb informatikai közösségévé nőtte ki magát az ezt követő néhány év során, ahol egy időben akár több százan is jelen voltak, és hetente tízezrek látogattak.

### Átmeneti időszak
Időközben azonban megindult a HWSW főoldalának a gyökerektől történő elmozdulása, és egy általánosabb informatikai és távközlési tematika alakult ki, amely kevésbé a PC-hardverekre és a kapcsolódó szoftverekre koncentrált már. Cserébe átfogóbb képet igyekezett kínálni az ICT (infokommunikációs) iparról, így ugyan egyre kevesebb teret kaptak a különféle hardverperifériák, hardvertesztek és kapcsolódó rétegkérdések, mint a driverek, de egyre inkább előtérbe kerültek az olyan témák, mint a piaci folyamatok, üzleti és gazdasági vonatkozások, üzemeltetési és biztonsági kérdések, a web és szórakoztatóelektronika térnyerése, de a társadalmi vetületek is. Ennek megfelelően még 2001-ben megváltozott az oldal arculata és a rovatstruktúra is, a hardver és a szoftver két rovatba konszolidálódott, megjelent ez eco@tech (gazdaság), az evo (mobil technológiák), az internet és a multimédia is.
Ezzel a HWSW és fóruma elkezdett távolodni egymástól, és a HWSW figyelme is csökkent a fórum irányában, amely technikai problémákkal küzdött a forgalom növekedése okozta terhelés miatt. Ez a látható irányváltás és az elhanyagoltság érzése jelentős feszültségeket gerjesztett a HWSW és  a fórumos közösség keménymagja közt.
A HWSW közvetlen riválisa, a Prohardver! eközben egyre erősödött. A hardverekre erőteljesen specializálódó szaklap fóruma megkezdte felváltani a HWSW fórumának szerepét, amely egyre több szakmai forgalmat kezdett veszteni, egy részét a Prohardver fóruma felé. Ez az átmeneti időszak éveken át nyúlt, és nagyjából 2006-ra egyértelművé és véglegessé vált, így a Prohardver az elmúlt években már átvette a legnagyobb magyar informatikai fórum szerepkörét, hatalmas közösségi aktivitással.
A HWSW, mint kiadvány, eközben ellentmondásos folyamatokon ment keresztül. Így miközben a HWSW piaci pályája felfelé ívelt, az első évek a szervezeti leépüléssel teltek. A lapot többek közt elhagyta Barna József, aki a Prohardver! kiadóhoz távozott az IT Café vezetésére, valamint Rátonyi Gábor Tamás is, aki az Origo-nál folytatta tevékenységét.

### Felfejlődés
A negatív belső folyamatok körülbelül 2005-re álltak meg, és kezdtek megfordulni. Ezt követően az alkalmazottak és szerzők létszáma már növekedett egységessé vált, és kezdett kialakulni a lap tartalmának mai képe. A főszerkesztő ekkor már Bodnár Ádám volt, aki az alapításnál is jelen volt már.
A HWSW érdekeltségi körébe került a Gamekapocs (2006), Magyarország második legnagyobb online játékmagazinja, amelynek látogatottsága a következő évek során tízszeresére nőtt, és a GameStar mögött a második leglátogatottabb online játékmagazinná nőtte ki magát, célcsoportja elsősorban a tizenéves és kora húszas éveikben járó fiatalok. A HWSW kiadó számára ez lehetőséget adott arra, hogy fiatalabb célcsoportokat is elérjen, valamint egy részüket megpróbálja az idősebb szakmai köröknek szóló oldalaira is vonzani. A HWSW kezei közt a Gamekapocs látogatottsága megtízszereződött, és 2010-re elérte a napi húszezer látogatót is.
A HWSW 2006 őszén próbálkozott meg az első magyar közösségi IT blogportál elindításával, amely a Freeblog motorjára alapult. A Buzz névre hallgató szolgáltatás a kezdeti sikeres rajtot követően azonban nem nyert további lendületet, a portálon nyílt számos szakmai blog gyakorlatilag egytől egyig elsorvadt. A kudarc elsődleges oka valószínűleg a brand és szolgáltatás önállóságában, valamint a HWSW-vel és a fórummal való integráció gyakorlatilag teljes hiányában keresendő. A meghatározó okok közt kell számolni a Blog.hu blogszolgáltatás felfutásával is, amely az Indexszel történő, a címlapos megjelenés esélyét jelentő integrációnak köszönhetően kvázi monopolizálta a magyar blogszolgáltatás piacát.
Ezt követően a HUP is a HWSW tulajdonába került (2008). Ezzel a HWSW a szakemberek körében a legnagyobb elérésű informatikai kiadójává nőtte ki magát, a legfrissebb (2010. január) adatok alapján naponta 55 ezer szakembert ér el. A HUP a UNIX és UNIX-szerű operációs rendszerek (FreeBSD, Linux, Mac OS X), valamint a nyílt forráskódú szoftverek iránt érdeklődők legnagyobb hazai közösségi oldala, amely blogként és fórumként is üzemel. A HUP-pal a HWSW kiadó elérése jelentősen kiszélesedett, és az olvasótábor nemcsak heterogénebbé vált, de egyes célcsoportoknál el is mélyült.
Az oldal látogatói között magas arányban találhatóak rendszergazdák, rendszermérnökök és fejlesztők is, aminek köszönhetően rendkívül értékes látogatói bázist jelentenek a hazai IT médiapiacon, ugyanakkor a kialakult egyedi szubkultúra révén csak megfelelő megközelítéssel szólíthatóak meg eredményesen – a hagyományos reklámokat nem tolerálják a „hupposok”. Mindezek a tényezők rendkívül vonzóvá tették a HWSW számára a HUP-ot, mivel ezzel a cégek számára korábban elérhetetlen réteghez nyithatta meg jó érzékkel a hozzáférést.
A HWSW eközben megszilárdította fókuszát a vállalati informatikai, az IT gazdasági és üzleti, valamint a telekommunikációs témákon, amelyet a webes és szórakoztatóelektronikai anyagok színesítenek. A tartalmi stratégia a saját hozzáadott értékre épít, ami az erős objektív kritikai alapállásban, a háttérinformációk és összefüggések elemző felfedésében, valamint a saját értesülésekben fogható meg leginkább. Cikkeit ugyan az olvasók időnként erős kritikával illetik, és részrehajlással vagy etikátlansággal vádolják meg a szerzőket, a HWSW mindvégig őrzi tartalmi függetlenségét a kereskedelmi érdekektől, ami szintén megkülönbözteti több más IT kiadványtól.[forrás?]
Hosszas előkészületeket követően az oldal teljesen megújult 2009 első felében, és a kor követelményeinek megfelelően szélesebb, háromhasábos felépítésűvé vált, és új rovatstruktúrát is kapott (Vállalati IT, Digitális otthon, High-tech, Eco@tech, Web, Média&Telekom), Nem sokkal ezt követően megjelent a cikkek kommentelhetőségének lehetősége is, amely a fórumra épül. A fejlesztések eredményeként az oldal közvetlen látogatottsága egyértelműen emelkedésnek indult.
A fejlesztések és a HWSW közvetlen olvasottságának erősödése ellenére a válság a hirdetési pénzek befagyása miatt a HWSW-t is kellemetlenül érintette, amit az év eleji sokk majd a nagy lapok (pl. Index, Origo és szatellitlapjaik) év végi elszívó hatása magyaráz. Összességében 2009-ben stagnált a HWSW kiadó pénzügyi teljesítménye. Ennek ellenére leépítésekre nem került sor, szemben például a súlyos gondokkal küszködő IDG Hungary Kft.-vel, amely a GameStar, PC World és Computerworld kiadványokat jegyzi.